# Diego Penny
Diego Alonso Penny Valdez (* 22. April 1984 in Lima) ist ein peruanischer Fußballspieler. Der Torhüter steht bei Sporting Cristal  unter Vertrag. 

## Karriere

### Vereinskarriere
Seine Karriere begann Diego Penny im Alter von 20 Jahren beim Coronel Bolognesi FC. Dort kam er in 181 Spielen zum Einsatz, ehe er im Juli 2008 ablösefrei zum FC Burnley in die englische Football League Championship wechselte.
Am 27. Juni 2008 gab Penny sein Debüt bei einer 4:1-Niederlage gegen Sheffield Wednesday., kam danach aufgrund einer Verletzung von Brian Jensen jedoch nur noch einmal in der Liga und zweimal im Pokalwettbewerb zum Einsatz. 
Daraufhin verließ er den Verein im Sommer 2010 wieder, um bei Juan Aurich in seinem Heimatland anzuheuern. Seit 2013 spielt er wieder für Sporting Cristal. Dort kommt Penny seit seinem Wechsel regelmäßig zum Einsatz.

### Nationalmannschaft
Sein erstes Spiel für Peru absolvierte Penny am 16. August 2006 bei einer 0:2–Niederlage gegen Panama. Nach diesem Spiel kam er in weiteren fünf Spielen zum Einsatz.

## Titel
- Auszeichnung zum besten Torwart Perus 2007